# Быстрая Золотянка
Быстрая Золотянка — река в России, протекает в Красновишерском районе Пермского края. Устье реки находится в 3 км по правому берегу реки Ошмас. Длина реки составляет 11 км.
Протекает среди отрогов хребта Кваркуш. Исток реки на восточных склонах горы Белый Камень (645 м НУМ). Течёт в юго-восточном направлении по ненаселённой местности среди холмов, покрытых таёжным лесом.

## Данные водного реестра
По данным государственного водного реестра России относится к Камскому бассейновому округу, водохозяйственный участок реки — Кама от водомерного поста у села Бондюг до города Березники, речной подбассейн реки — бассейны притоков Камы до впадения Белой. Речной бассейн реки — Кама.
Код объекта в государственном водном реестре — 10010100212111100005010.